# Campylopus macgregorii
Campylopus macgregorii là một loài Rêu trong họ Dicranaceae. Loài này được Broth. & Geh. mô tả khoa học đầu tiên năm 1895.